# Roman Paszkowski (dziennikarz)
Roman Paszkowski (ur. 21 września 1920 w Krakowie, zm. 29 maja 2018 w Sosnowcu) – polski dziennikarz sportowy.

## Życiorys
Był absolwentem Gimnazjum im. Henryka Sienkiewicza w Krakowie (1938). W młodości uprawiał koszykówkę. W barwach Cracovii zdobył w 1946 wicemistrzostwo Polski. Następnie występował w barwach AZS Kraków, w którego barwach zdobył w 1948 akademickie mistrzostwo Polski, a w sezonach 1947/1948 i 1948/1949 uczestniczył w rozgrywkach I ligi. Jako zawodnik AZS występował także w zawodach piłki ręcznej. W sezonie 1949/1950 grał w I lidze w barwach Wisły Kraków (wówczas pod nazwą Gwardia).
W latach 1950–1953 pracował jako sprawozdawca sportowy w rozgłośni Polskiego Radia w Szczecinie, w latach 1953-1981 w rozgłośni Polskiego Radia w Katowicach, w latach 1962-1981 kierował tam redakcją sportową. Relacjonował m.in. finałowy mecz turnieju siatkówki mężczyzn podczas Igrzysk Olimpijskich Montrealu (1976).
Był odznaczony Krzyżem Kawalerskim Orderu Odrodzenia Polski.
Od 1963 był żonaty ze śpiewaczką operową Natalią Stokowacką (1920-1997).
Został pochowany na Cmentarzu Parafii Katedralnej Wniebowzięcia NMP w Sosnowcu.